# Тур Химмерланда
Тур Химмерланда (дат. Himmerland Rundt) — шоссейная однодневная велогонка по дорогам датского региона Химмерланд. Проводится с 2011 года. Входит в календарь Европейского тура UCI под категорией 1.2.

## Призёры
| Год  | Победитель          | Второй                | Третий               |         |
| ---- | ------------------- | --------------------- | -------------------- | ------- |
| 2011 | Микаэль Рейс        | Расмус Гульдхаммер    | Søren Pugdahl        |         |
| 2012 | Андре Стенсен       | Никола Аиструп        | Анджело Фурлан       |         |
| 2013 | Юри Хавик           | Kristian Dyrnes       | Магнус Корт Нильсен  |         |
| 2014 | Магнус Корт Нильсен | Расмус Гульдхаммер    | Сёрен Краг Андерсен  |         |
| 2015 | Вим Струтинга       | Асбьёрн Краг Андерсен | Йохим Арисен         |         |
| 2016 | Йонас Грегор Вилсли | Dion Beukeboom        | Кристер Хаген        |         |
| 2017 | Николай Брёхнер     | Аудун Брекке Флёттен  | Никлас Амди Педерсен |         |
| 2018 | Андре Лой           | Эмиль Виньебо         | Никлас Амди Педерсен |         |
| 2019 | Никлас Ларсен       | Николай Брёхнер       | Бас Ван дер Кой      |         |
| 2020 | отменён             | отменён               | отменён              | отменён |
| 2021 | Матиас Ларсен       | Nils Lau Nyborg Broge | Расмус Валлин        |         |
| 2022 | отменён             | отменён               | отменён              | отменён |